# Epiplocylididae
Famille
Les Epiplocylididae sont une famille de Ciliés de la classe des Oligotrichea et de l’ordre des Choreotrichida.

## Étymologie
Le nom de la famille vient du genre type Epiplocylis, dont l'origine n'a pas été explicitée par l'auteur. Ce nom pourrait dériver du grec ἐπιπλέω / epipléo, « flotter ; naviguer », et κοῖλος /  koílos, creux.
C'est sans doute la complexité du nom qui a pu entrainer la création par divers auteurs de nombreuses variantes orthographiques erronées : Epiplacylis, Epiplosylis, Epiplocysis, Epyplocylis et Epipocylis.

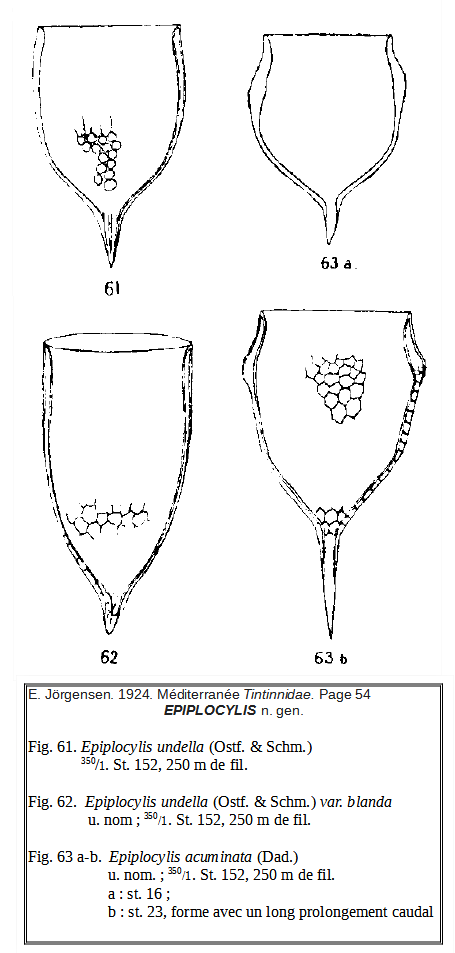
Epiplocylis undella Epiplocylis undella var. blanda Epiplocylis acuminata (d'après E. Jörgensen, 1924)

## Description
Charles Atwood Kofoid et Arthur S. Campbell (d) décrivent ainsi le genre Epiplocylis : 

« forme de gland de la lorica (loge), avec ou sans col bas, ou zone suborale épaissie ; rebord buccal sans dents ; avec une zone réticulée sur la partie postérieure qui s'étend parfois vers le collet, mais jamais vers le rebord buccal ; une zone sous-orale exempte de réticulations habituellement présentes ; toujours avec une corne aborale assez courte ; parois avec deux lames bien développées, l'extérieur, donnant naissance au réticulum irrégulier grossier et élevé, parfois avec une structure secondaire et généralement avec une structure primaire. »

## Distribution
Le genre  Epiplocylis est largement réparti dans beaucoup de mers et océans du globe : mer Méditerranée, Mer Rouge, Océan Atlantique, Grande Barrière de corail, Mer du Japon, Océan Pacifique.

## Liste des genres
Selon GBIF (28 septembre 2022) :
- Epicancella Kofoid & Campbell, 1939
- Epiplocylis Jörgensen, 1924
  - Espèce type : Epiplocylis acuminata (Daday) Jorgensen
- Epiplocyloides Hada, 1938

## Systématique
Le nom valide de ce taxon est Epiplocylididae  Kofoid & Campbell, 1939.

## Publication originale
- (en) E. Jörgensen. 1924. Mediterranean Tintinnidae. Rept. Danish Ooceanograph. Exped. 1908-1910 to the Mediterranean and adjacent seas, 2: (Biol.), 110 pp., (114 figs. in the text) : télécharger en ligne. Genre Epiplocylis en pages 54-57.